# Cédric Hengbart
Cédric Hengbart (Falaise, 13 luglio 1980) è un ex calciatore francese, di ruolo difensore.

## Carriera
Cresciuto e formatosi nel Caen, nel 2008 dopo 229 presenze e 12 gol viene acquistato dall'Auxerre per 700 000 euro firmando un triennale. Il 21 maggio 2011 gioca la sua partita numero 100 in campionato con la maglia biancazzurra nella partita persa per 1-0 contro il Brest. L'11 giugno rinnova poi il suo contratto in scadenza fino al 2014.
Il 30 maggio 2013 viene ufficializzato il suo passaggio, a parametro zero all'Ajaccio.